# L'Assomption de la Vierge (Vouet)
L'Assomption de la Vierge est une peinture réalisée par Simon Vouet en 1644 et conservée au musée des Beaux-Arts de Reims. Elle a été réalisée à la demande d’Anne d’Autriche pour le Palais Royal.

## Description
Ce tableau représentatif de l’Assomption [de la Vierge], reprend au premier plan un groupe d’hommes et de femmes qui assistent stupéfiés à la montée au ciel de la Vierge. Cette stupéfaction  est rendue par les visages tournés vers Marie dont certains ont la bouche ouverte.
Dans la partie haute, représentative de l’espace céleste, Marie est accompagnée par des anges dont un lance des roses blanches symboles de Pureté.

## Historique
Le tableau provient de la vente de l'ancienne collection du duc de Trévise.
Il appartient au musée du Louvre qui l’a déposé au musée des Beaux-arts de Reims en 1949.
Il a fait l’objet d’un prêt en 2020, au Musée des Beaux-Arts de Rennes pendant la fermeture du Musée des Beaux-Arts de Reims pour rénovation.

## Copies
Il existe plusieurs copies de reproduction cette œuvre faite au XVIIIe siècle car elle avait une « réelle fonction d'enseignement et était considérée comme une règle inhérente à la pédagogie ».
Michel Dorigny, gendre et élève de Simon Vouet, a lui-même copié le tableau.